# Acrideumerus viridiventris
Acrideumerus viridiventris är en insektsart som först beskrevs av Morgan Hebard 1923.  Acrideumerus viridiventris ingår i släktet Acrideumerus och familjen Romaleidae. Inga underarter finns listade i Catalogue of Life.